# Półwysep Riiser-Larsena
Półwysep Riiser-Larsena (ang. Riiser-Larsen Peninsula, nor. Riiser-Larsenhalvøya) – półwysep na wybrzeżu Ziemi Królowej Maud na Antarktydzie.

## Opis
Półwysep ogranicza od zachodu Lützow-Holm Bay wcinającą się w wybrzeże Ziemi Królowej Maud, odgranicza Wybrzeże Księżniczki Ragnhildy od Wybrzeża Księcia Haralda. Nazwany na cześć norweskiego polarnika Hjalmara Riiser-Larsena (1890–1965), który odkrył go podczas lotu zwiadowczego ze statku ekspedycyjnego Norvegia 21 lutego 1931 roku.